# Cru Bourgeois

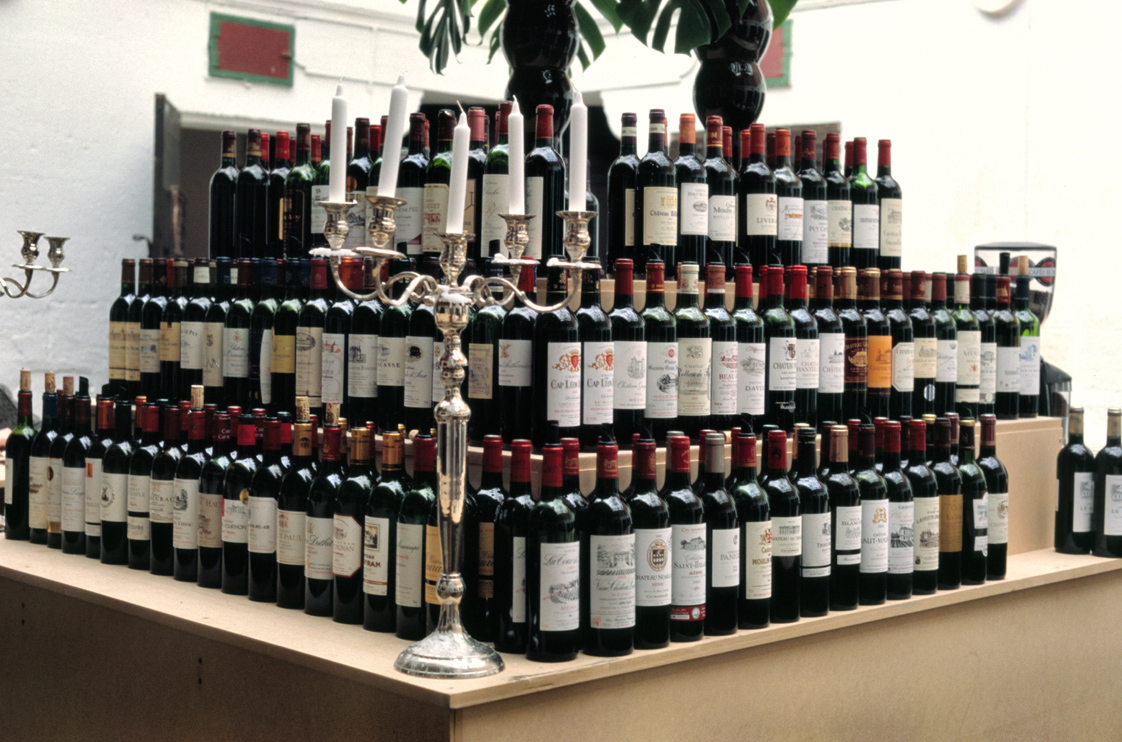
Crus Bourgeois auf der Primeurdegustation der Alliance des Crus Bourgeois du Médoc im April 2008

Cru Bourgeois bedeutet wörtlich „Bürgerliches Gewächs“ und bezeichnet eine Kategorie qualitätsorientierter Weingüter in Bordeaux. Sie folgen in der Hierarchie auf die Grand Cru Classés, die den „Adel“ des Bordelaiser Weinbaus darstellen.
Die Bezeichnung als Cru Bourgeois gilt für das Weingut, das Château. Sie ist nicht an die einzelnen Lagen gebunden wie im deutschen Weingesetz oder im Burgund, solange sich die Weinberge im Gebiet der Appellationen des Médoc befinden.
Die Bezeichnung Cru Bourgeois ist erst seit 1979 durch europäisches Recht geschützt. In der Klassifikation aus dem Jahr 2003 waren 247 Châteaux als Crus Bourgeois anerkannt. Diese wurde jedoch 2007 annulliert, jedoch im Jahr 2010 in veränderter Form wieder in Kraft gesetzt. Mit der neuen Klassifikation von 2020 sind 249 Châteaux als Crus Bourgeois gelistet.
Die Crus Bourgeois des Médoc haben sich in einer Vereinigung zusammengeschlossen, der Alliance. Im Jahr 2020 umfasste sie 249 Châteaux mit einer Rebfläche von zusammen 4.400 ha, das sind 31 % der Anbaufläche des Médoc.
Vereinzelt sind besonders ambitionierte Châteaux wie die klassifizierten Châteaux Mitglieder der exklusiven Union des Grands Crus.
Unter den Crus Bourgeois gibt es eine qualitative Hierarchie:
Cru Bourgeois Exceptionnel – Cru Bourgeois Supérieur – Cru Bourgeois.

## Geschichte
Im Unterschied zu den meisten anderen Gebieten wurde der Weinbau im Bordelais vom Bürgertum der reichen Handelsstadt Bordeaux initiiert und vorangetrieben. Ursprünglich bezeichnete Cru Bourgeois daher alle höherwertigen Gewächse des Bordelais. Der Begriff wurde seit dem 15. Jahrhundert verwendet. Die offizielle Klassifikation der Weingüter des Médoc anlässlich der Pariser Weltausstellung von 1855 schuf für die Spitzenklasse jedoch die Kategorie der Grands Crus Classés, so dass die Bezeichnung Crus Bourgeois nun der zweiten Garde vorbehalten blieb.
Die Weltwirtschaftskrise mit ihren schweren Konsequenzen für den Weinbau bot den Anlass für eine Neuorganisation. Eine erste Einteilung der Crus Bourgeois wurde 1932 vorgenommen, damals gab es 442 Crus Bourgeois, von denen 99 Supérieurs und 6 Supérieurs Exceptionnels waren. Im Jahr 1962 wurden die Regeln durch das neue Syndicat des Crus Borgeois neu definiert. Es umfasste nur noch 92 Châteaux. Zugelassen wurden nur noch Betriebe mit mindestens 7 Hektar Rebfläche. Barriqueausbau war Voraussetzung für die Klassifizierung als Cru Grand Bourgeois. Um Cru Grand Bourgeois Exceptionnel zu werden, mussten zusätzliche Qualitätskriterien erfüllt werden (Pflanzdichte mindestens 6.500 Stöcke pro Hektar, moderne Kellertechnik, Schlossabzug), und die Weinberge mussten im Bereich des Haut-Médoc liegen. 1966 waren so nur noch 101 Crus Bourgeois klassifiziert, davon 63 Grands Bourgeois mit 18 Exceptionnels. 1978 gab es eine neue Klassifikation, und seither sind zahlreiche weitere Güter der Vereinigung beigetreten. Die Bezeichnung „Cru Bourgeois“ wurde jedoch zunehmend inflationär verwendet: Im Jahr 2002 gab es über 600 verschiedene Crus Bourgeois, darunter einige von zweifelhafter Qualität.

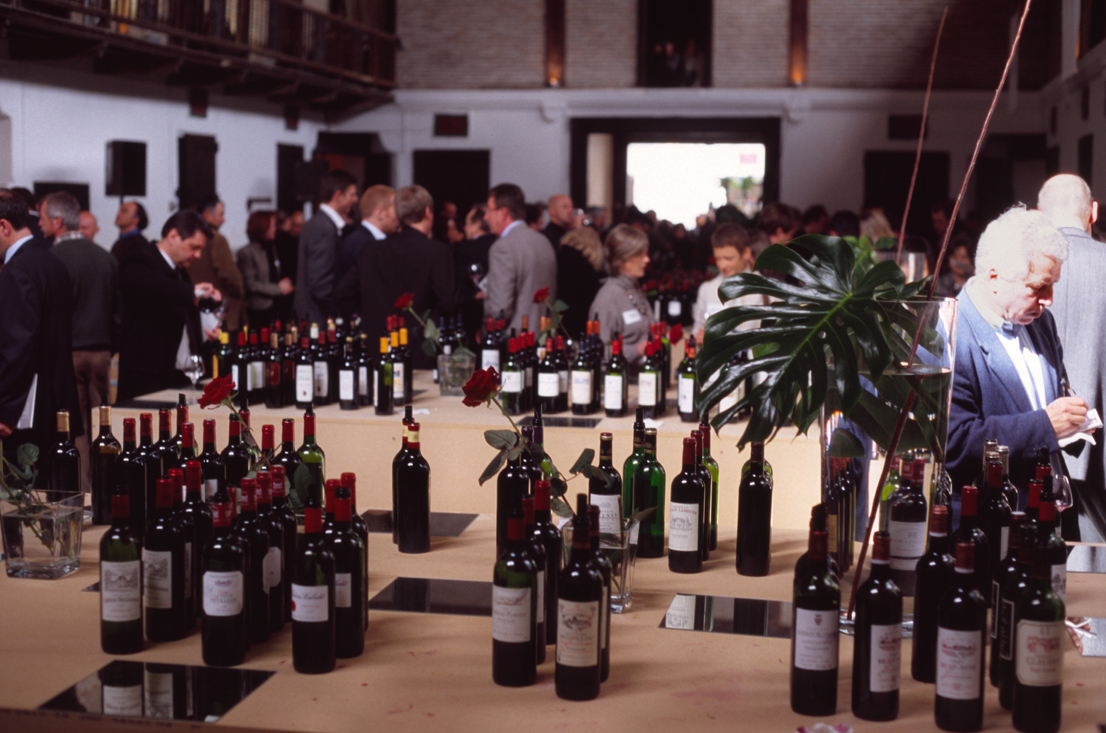
2007er Primeurdegustation der Alliance im Château de Malleret, April 2008

Dieser Entwicklung wollte die Weinbaupolitik im Jahr 2000 mit einem ministeriellen Erlass Einhalt gebieten. Eine aus 17 Experten bestehende Kommission, deren Zusammensetzung am 31. Januar 2001 per Dekret bestätigt wurde, beurteilte die Qualität der Produktion aller 490 kandidierenden Châteaux und nahm eine Klassifizierung vor. Kriterien hierfür waren Qualität von Terroir und Rebbestand, Sorgfalt bei Bodenbearbeitung und Weinbereitung, Konstanz der Qualität, Ruf des Château und Qualität des Weines. Die Klassifikation wurde im Jahr 2003 per Verordnung festgelegt und sollte alle zwölf Jahre überprüft werden. Von den 490 Kandidaten wurden 247 als Crus Bourgeois anerkannt und klassifiziert. 2004 gab sich das Syndicat eine neue Organisationsform und wurde zur Alliance des Crus Bourgeois du Médoc.
Insgesamt 77 zurückgewiesene Betriebe legten jedoch Widerspruch ein mit der Begründung, dass auch mehrere Besitzer von Crus Bourgeois Mitglieder der Kommission waren. Im Januar 2007 beantragte der unabhängige französische Staatskommissar (Commissaire du gouvernement) eine Annullierung der Klassifizierung. Das zuständige Verwaltungsgericht hatte innerhalb von 21 Tagen eine Entscheidung zu treffen und gab diesem Antrag statt: Die Klassifikation der Crus Bourgeois von 2003 wurde am 27. Februar 2007 aufgehoben. Damit durften auch andere, nicht klassifizierte Weingüter ihre Weine als Cru Bourgeois bezeichnen.
Mit Wirkung zum 20. Februar 2020 trat eine neue Klassifikation der Alliance des Crus Bourgeois du Médoc in Kraft. Diese gilt zunächst für die Jahrgänge 2018–2022 und umfasst insgesamt 249 Weingüter. Davon wurden 179 als Cru Bourgeois, 56 als Cru Bourgeois Supérieurs und 14 als Cru Bourgeois Exceptionnels eingestuft.

## Qualitätsorientierung
Nicht nur der Bordelaiser „Adel“ der Crus Classés, sondern auch viele Crus Bourgeois bemühen sich um hochwertige Arbeitsweise und um gute Weinqualität. Da seit 1855 kein weiteres Gut in die Kategorie der Crus Classés aufsteigen durfte, gibt es mittlerweile qualitative Überschneidungen: Der Wein eines hochklassigen Cru-Bourgeois-Gutes kann teils deutlich besser sein als der Wein eines schlechter arbeitenden Grand-Cru-Weingutes. Die Crus Bourgeois haben sich einer Qualitätscharta verpflichtet. Obligatorisch sind unter anderem:
- kein Verkauf im Fass
- Abfüllung auf dem Gut selbst
- Verkauf erst im zweiten auf die Lese folgenden Jahr
- regelmäßige Qualitätsüberprüfung anhand von Stichproben aus dem Handel
- ökologische Bewirtschaftung der Rebflächen

## Führende Crus Bourgeois
Die Spitzengruppe der Crus Bourgeois bilden die Crus Bourgeois Exceptionnels (CBE). Dieser Gruppe gehören in der Klassifikation von 2020 die folgenden Châteaux an:
| - Château d' Agassac (Haut-Médoc) - Château Arnauld (Haut-Médoc) - Château Belle-Vue (Haut-Médoc) | - Château Cambon La Pelouse (Haut-Médoc) - Château Charmail (Haut-Médoc) - Château Malescasse (Haut-Médoc) | - Château de Malleret (Haut-Médoc) - Château du Taillan (Haut-Médoc) - Château Lestage (Listrac-Médoc) | - Château d’Arsac (Margaux) - Château Paveil de Luze (Margaux) - Château Le Boscq (Saint-Estèphe) | - Château Le Crock (Saint-Estèphe) - Château Lilian Ladouys (Saint-Estèphe) |

Viele renommierte Güter haben sich der neuen Klassifikation nicht angeschlossen und finden daher keine Berücksichtigung. Ältere Jahrgänge dieser Weine tragen dennoch den Zusatz „Cru Bourgeois Exceptionneles“. So etwa:
| - Château Chasse-Spleen (Moulis-en-Médoc) - Château Haut-Marbuzet (Saint-Estèphe) - Château Phélan Ségur (Saint-Estèphe) | - Château Poujeaux (Moulis-en-Médoc) - Château Siran (Margaux) - Château Les Ormes de Pez (Saint-Estèphe) | - Château Sociando-Mallet (Haut-Médoc) - Château Clarke (Listrac-Médoc) - Château Labégorce (Margaux) |

Sociando-Mallet war lange Zeit anerkanntermaßen das beste „Nicht-Grand-Cru“-Gut des Médoc. Es war über viele Jahre Mitglied als CBE-Gut klassifiziert, trat jedoch bereits um 2005 aus der Vereinigung aus, weil man sich nicht zum Erhalt des Status jeweils erneut für eine Klassifikation bewerben wollte. Sociando-Mallet konnte seinen Wein ohnehin auf dem Level von Grand Crus Classés verkaufen. Ähnliches galt auch für Chasse-Spleen. Das Weingut hatte nach dem Austritt von Sociando-Mallet die beste Reputation der Alliance-Mitglieder. Inzwischen hat sich das Château Chasse-Spleen ebenfalls gegen einen Verbleib in der Alliance entschieden und ist in der 2020er Klassifikation nicht berücksichtigt. Beide Weingüter liefern noch immer Weine, die qualitativ regelmäßig in der oberen Hälfte der Grands Crus mitspielen, jedoch im Vergleich zu gleich guten Grands Crus mit einem Preisabschlag, der dem fehlenden Namenszusatz geschuldet ist. Inzwischen drängen allerdings auch unbekanntere Weingüter nach vorne und verleihen der Alliance des Crus Bourgeois du Médoc neues Renommee.